# Značení na závislém členu
Značení na závislém členu je v lingvistice vyznačení mluvnické shody a pádové řízenosti mezi slovy fráze tvarem závislého slova. Jazyky je možné klasifikovat podle toho, zda používají značení na závislém členu, značení na řídicím členu, dvojí značení (na řídicím i závislém členu) nebo nulové značení. Tímto tříděním jazyků se jako první zabývala Johanna Nichols v roce 1986, a od té doby se stalo hlavním kritériem klasifikace jazyků podle toho, zda v nich převládá značení na řídicím členu nebo značení na závislém členu.
V mnoha jazycích se vyskytuje jak značení na řídicím tak značení na závislém členu, existují však také jazyky, které využívají dvojí značení, a jazyky, které používají nulové značení. Není však jasné, zda má hlava věty něco společného s hlavou jmenné fráze, ani co to hlava věty je.

## V angličtině
Angličtina má velmi omezenou flexi, a proto v mnoha případech není gramatická shoda nijak značena, takže v angličtině převládá nulové značení. K případům, kdy se objevuje značení na závislém členu, patří situace, kdy substantivum vyžaduje singulárový nebo plurálový tvar ukazovacích determinátorů this/these nebo that/those.
Druhým případem je, když sloveso nebo předložka vyžaduje podmětný nebo předmětný tvar osobního zájmena: I/me, he/him, she/her, they/them, who/whom. Následující reprezentace závislostní syntaxe ukazuje tyto případy:
Substantiva v plurálu vyžadují v angličtině plurálový tvar závislého ukazovacího determinátoru. Předložky vyžadují předmětový tvar závislého osobního zájmena.

## V němčině
V němčině se značení na závislém členu objevuje častěji než v angličtině. V substantivních frázích ovlivňuje tvar substantiva na něm závislý člen nebo jiný determinátor:
Determinátor se shoduje se substantivem v rodě (mužský, ženský nebo střední rod) a čísle (singulár nebo plurál). Jinými slovy rod a číslo substantiva určují, jaký tvar determinátoru se má použít. Substantiva v němčině označují rodem a číslem také závislá adjektiva. V němčině může také substantivum, které tvoří hlavu, značit závislé substantivum genitivem.